# 鳥海連志
鳥海 連志（ちょうかい れんし、1999年2月2日 - ）は日本の車いすバスケットボール選手。長崎県長崎市生まれ。ポジションはガード。車いすバスケットボールチーム・神奈川VANGUARDS所属。車いすバスケットボール男子日本代表選手。

## 略歴
先天性の両足の脛骨欠損及び両手指の欠損で、3歳の頃に両下肢を切断。幼少の頃は保育施設・菜の花子ども園に通う。小学6年生のとき、西海市の島しょ部に移住。中学1年生のときは義足をつけてソフトテニスをしていたが、車いすバスケットボールのレフリーをしていた学校関係者に誘われ、車いすバスケットボールに出会い佐世保市の佐世保WBCに加入し、競技を始める。13歳のとき、公式戦デビューし、翌年長崎県選抜チームメンバーとして全国障碍者スポーツ大会に出場。
2013年に開催されたアジアユースパラゲームスにチーム最年少で出場し2位となる。
明誠高校から長崎県立大崎高へ転入。1年生の15歳で日本代表強化合宿に初招集され、三菱電機2015IWBFアジアオセアニアチャンピオンシップ千葉で活躍した後は日本代表に定着するようになる。
2016年、日本代表チームおよび日本選手団最年少の17歳7カ月でリオデジャネイロパラリンピックに出場。
U23男⼦⽇本代表チームの副キャプテンとなり、2017年U-23世界選手権でベスト5に選出される。
2017年に高校を卒業した後、日本体育大学に入学するとともにパラ神奈川SCに移籍。大学ではスポーツ科学などを学んでいたが競技に専念する為中退し、2019年にWOWOWに⼊社。
2021年、東京パラリンピックで日本代表史上初の準優勝を達成し、大会MVPに選出された。予選リーグ初戦のコロンビア戦で15得点、17リバウンド、10アシストを記録し、トリプルダブルを達成。大会1試合平均では約35分の出場で、10.5得点、10.8リバウンド、7.0アシスト、2.0スティールを記録し、リバウンド、アシスト、スティール、ブロックショット、被ファウル数はチーム内1位だった。
2022年、タイのプーケットで開催されたU23世界選手権において優勝を達成した。

## 主な成績
- 2015年　三菱電機2015IWBFアジアオセアニアチャンピオンシップ千葉（日本） 3位
- 2016年　リオデジャネイロパラリンピック （ブラジル）9位
- 2017年　IWBF男子U23世界選手権（カナダ） 4位 オールスター5受賞
- 2017年　IWBFアジアオセアニアチャンピオンシップス（中国） 3位
- 2018年　IWBF世界選手権大会（ドイツ） 9位
- 2018年　アジアパラ競技大会（インドネシア） 2位
- 2019年　IWBFアジアオセアニアチャンピオンシップス（タイ） 4位
- 2021年　東京パラリンピック （日本）2位　MVP受賞
- 2022年　IWBF男子U23世界選手権（タイ）優勝

## 人物・プレースタイル
生まれつき障害があったが、初めて義足をつけた際に病院でサッカーを始めて怒られたり、菜の花子ども園に通っていた時は健常者の子とともに自然の中で遊ぶなど活発だった。学校の体育の授業も義足で受けていたため、勧誘されるまでは車いすで競技するという発想がなかった。足に加え、手に障害があるため持ち点2.5のミドルポインターであるが、使用している車いすは座高の高いハイポインター仕様である。腹筋、背筋が使えるため体幹は問題なく、車いすの片輪を浮かせて高さを出すティルティングを使える。世界トップクラスのスピードとクイックネスを持つチェアワークによるアグレッシブなプレーが持ち味。

## 書籍
- 異なれ -東京パラリンピック車いすバスケ銀メダリストの限界を超える思考-（ワニブックス、2022年2月28日、ISBN 978-4847071386）